# Marie Fortunée Viti
Marie Fortunée Viti (Veroli, 10 février 1827 - Veroli, 20 novembre 1922) est une religieuse bénédictine italienne reconnue bienheureuse par l'Église catholique.

## Biographie
Anne Félicie Viti naît le 10 février 1827 à Veroli (province de Frosinone), son père, Louis Viti, est un propriétaire terrien dépendant au jeu et alcoolique et sa mère, Anna, née Bono, meurt de chagrin à 36 ans ; Anne Félicie est alors âgée de quatorze ans et se voit confier la responsabilité d'élever les autres enfants, pour subvenir aux besoins de sa famille, elle travaille comme femme de ménage. L'alcoolisme de son père ayant empiré, son emploi constitue la majeure partie du revenu de la famille.
Le 21 mars 1851, à l'âge de 24 ans, elle entre comme converse chez les bénédictines au monastère de San Maria de'Franconi de Veroli. Après sa profession religieuse, elle prend le nom de Marie Fortunée et sert le monastère comme couturière et lingère, elle reste illettrée toute sa vie. Elle décède le 20 novembre 1922 à 95 ans de causes naturelles, et des miracles sont signalés sur son lieu de sépulture.
En 1935, ses restes sont transférés de la fosse commune à l'église abbatiale et un procès de canonisation est ouvert. Elle est reconnue vénérable le 8 avril 1964 par le pape Paul VI et béatifiée le 8 octobre 1967 par le même pape.